# 名倉 (郡山市)
名倉（なぐら）は、福島県郡山市に所在する字である。郵便番号は963-8845。

## 地理
郡山市役所本庁所管地域である旧郡山地区に属し、住所としては「郡山市字名倉」と表記される。北で山崎、東で城清水、南で川向、賀庄、安積荒井、西で安積北井、久留米とそれぞれ隣接する。JR東日本郡山駅西側市街地南部に位置し、旧国道4号（現福島県道17号郡山停車場線）西側、長沼街道北側沿線の一角を範囲とする。域内は主に住宅地であり、幹線道路沿いに店舗や事務所、工場などが位置する。久留米に所在する郡山警察署久留米交番、および堂前町に所在する郡山消防署本署がそれぞれ管轄にあたる。

### 河川・湖沼
一級水系阿武隈川水系
- 南川

## 世帯数と人口
2024年1月1日現在の世帯数と人口は以下の通りである。
| 町丁 | 世帯数  | 人口    |
| ---- | ------- | ------- |
| 名倉 | 762世帯 | 1,654人 |

## 小・中学校の学区
市立小・中学校に通う場合、学区は以下の通りとなる。
| 番地 | 小学校           | 中学校                 |
| ---- | ---------------- | ---------------------- |
| 全域 | 郡山市立桜小学校 | 郡山市立郡山第三中学校 |

## 交通

### 道路
- 一級市道29号荒井長者線
- 二級市道162号山崎久留米線
- 一般市道城清水川田二丁目線（旧長沼街道）

## 施設等
- 名倉地域公民館
- 学校法人今泉学園 双葉第二幼稚園
- ローソン 郡山名倉店
- アストロプロダクツ 郡山店
- 羅布乃瑠沙羅英慕 郡山南店
- 吉川紙業 郡山工場